# Osiedle Tysiąclecia (Płock)
Osiedle Tysiąclecia – jednostka pomocnicza gminy (osiedle) osiedle Płocka,  oraz osiedle mieszkaniowe zbudowane w latach 1968-1969 w technologii wielkiej płyty. Zajmuje obszar między ulicami Łukasiewicza, Kobylińskiego, Tysiąclecia i Bielską. Osiedle w całości zbudowała Petrobudowa.

## Obiekty handlowo-rozrywkowe
- CH Echo – (Carrefour Express, Bricomarche, Deichmann, RTV Euro AGD)
- Galeria Mosty (m.in. Piotr i Paweł, Reserved)

## Komunikacja
ul. Tysiąclecia – dojazd autobusami linii: 0, 2, 5, 7, 10, 15, 16, 19, 29, 32, N1
ul. Łukasiewicza – dojazd autobusami linii: 15, 20, 26, 29, 33, 35
Al. Kobylińskiego – dojazd autobusami linii: 11, 14, 15, 17, 18, 20, 23, 26, 29, 35

## Ludność
| Rok     | 2000 | 2004 | 2005 | 2009 |
| Ludność | 7600 | 6150 | 6100 | 6073 |